# Ikarus
Ikarus – przedsiębiorstwo specjalizujące się w produkcji autobusów. Jego główna siedziba mieści się w Budapeszcie na Węgrzech. Autobusy produkowane są w Székesfehérvárze. Ikarus należał do 2006 roku do koncernu Irisbus.

## Historia

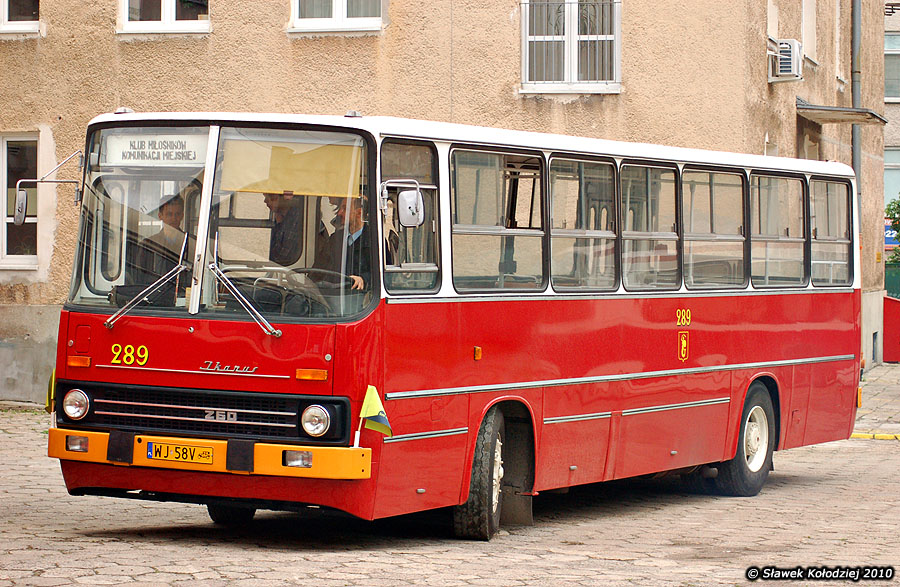
Ikarus 260.04 – KMKM Warszawa #289

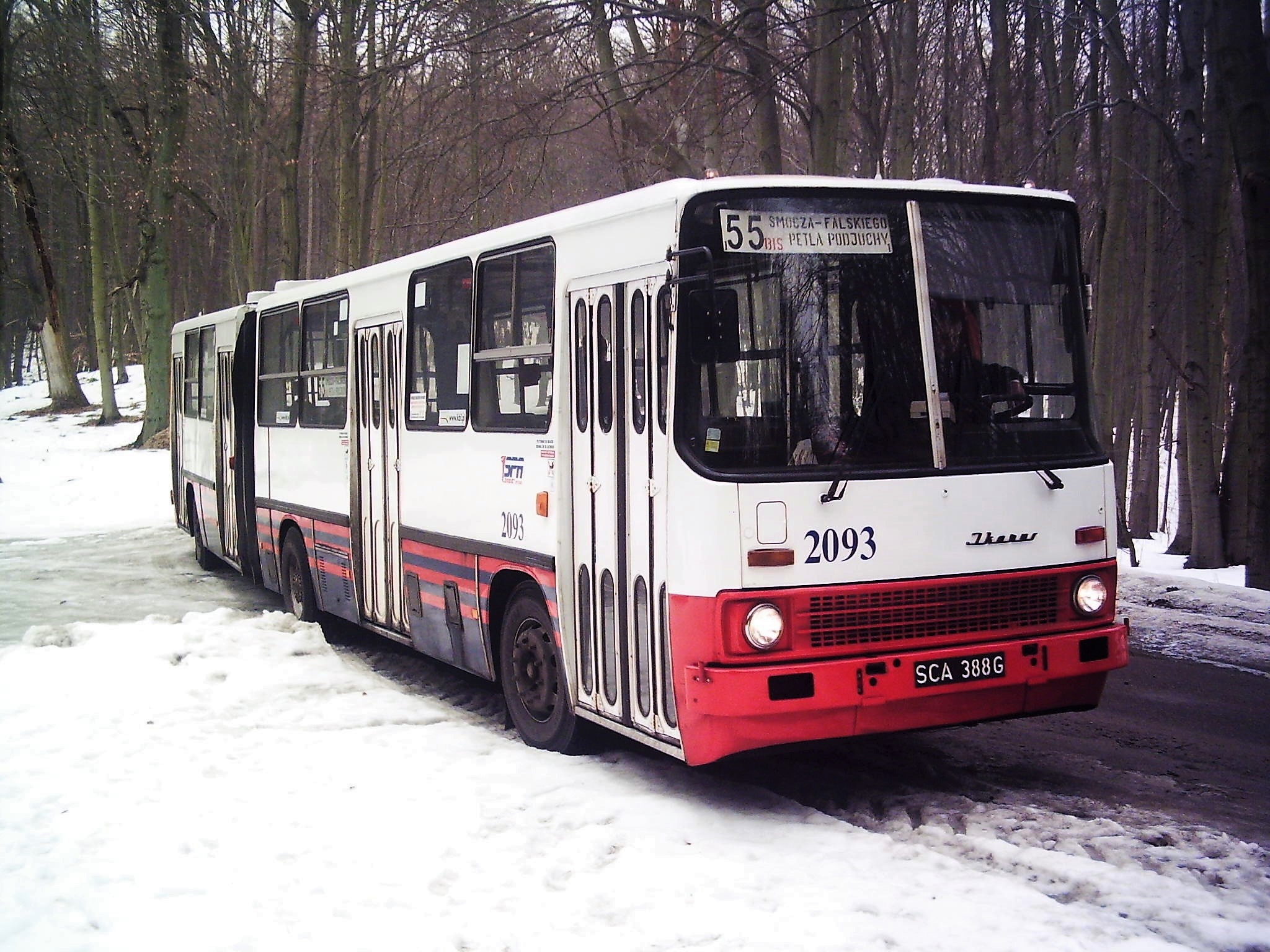
Ikarus 280.26 w barwach SPA Dąbie (Szczecin)

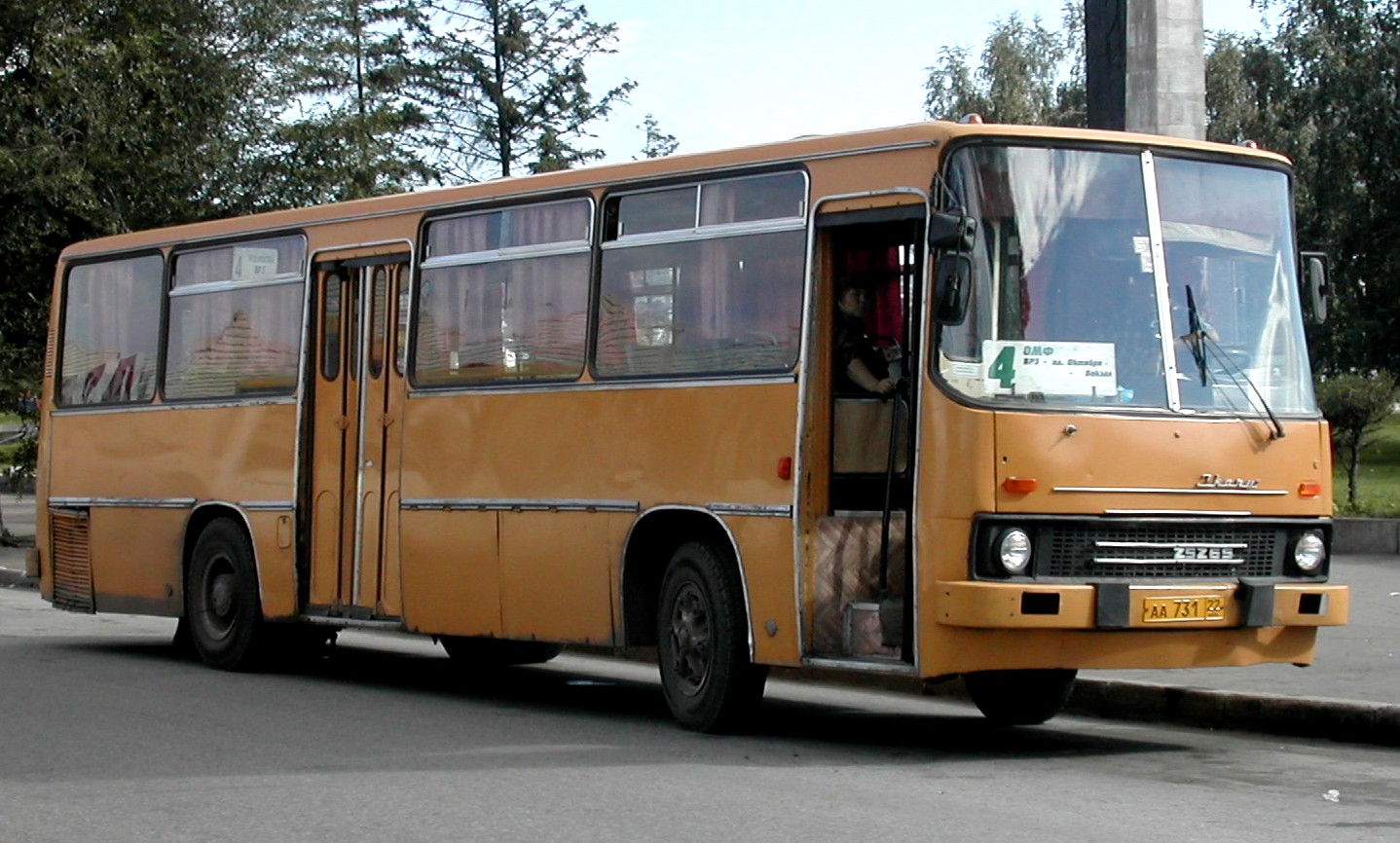
Ikarus 266.25 na ulicy Barnaułu

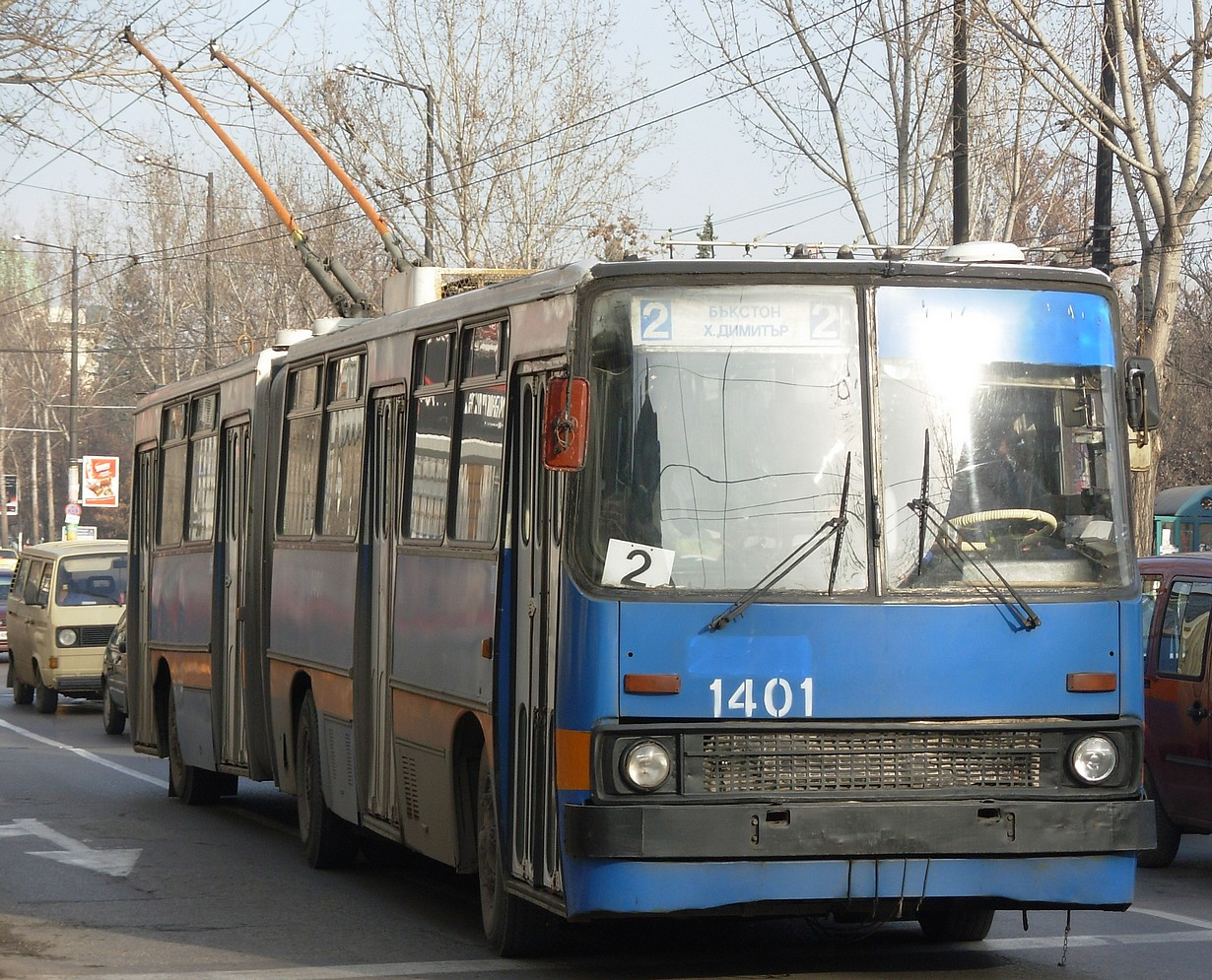
Ikarus 280T na ulicy Sofii

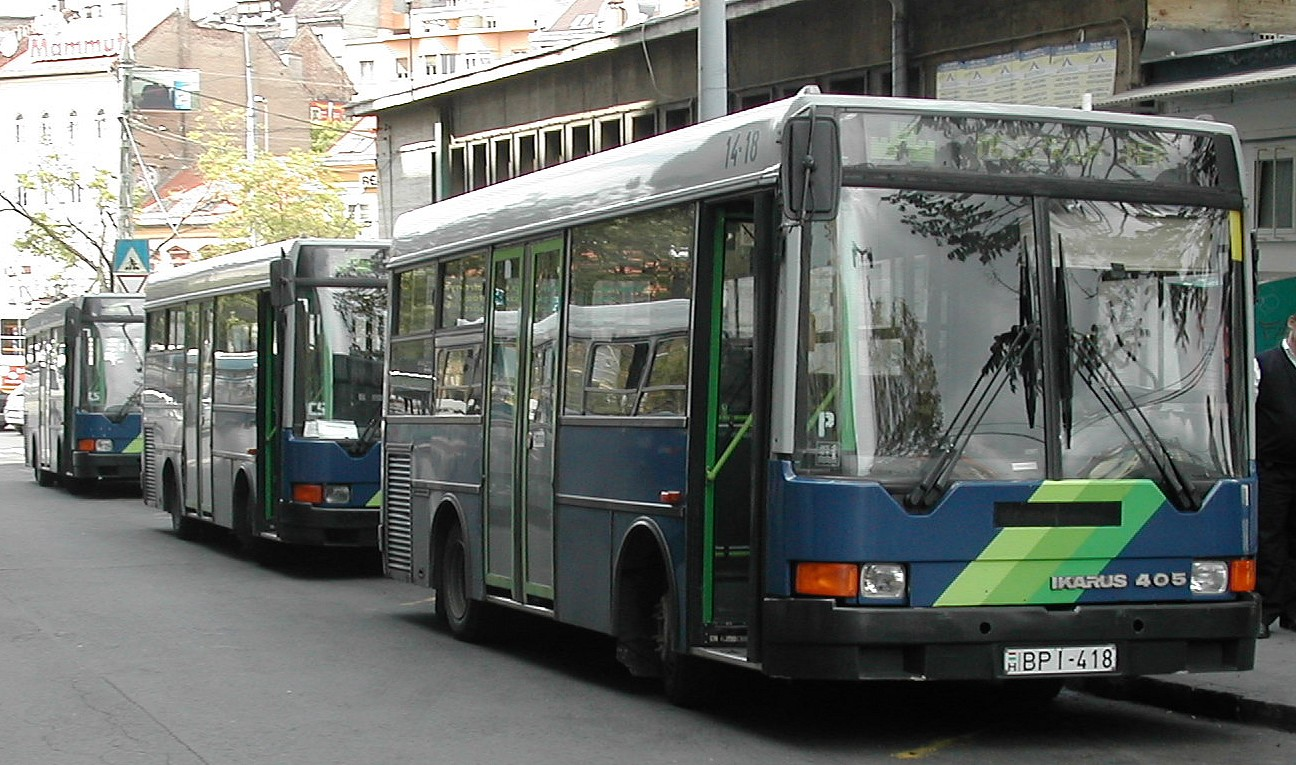
Ikarusy 405 na ulicy Budapesztu

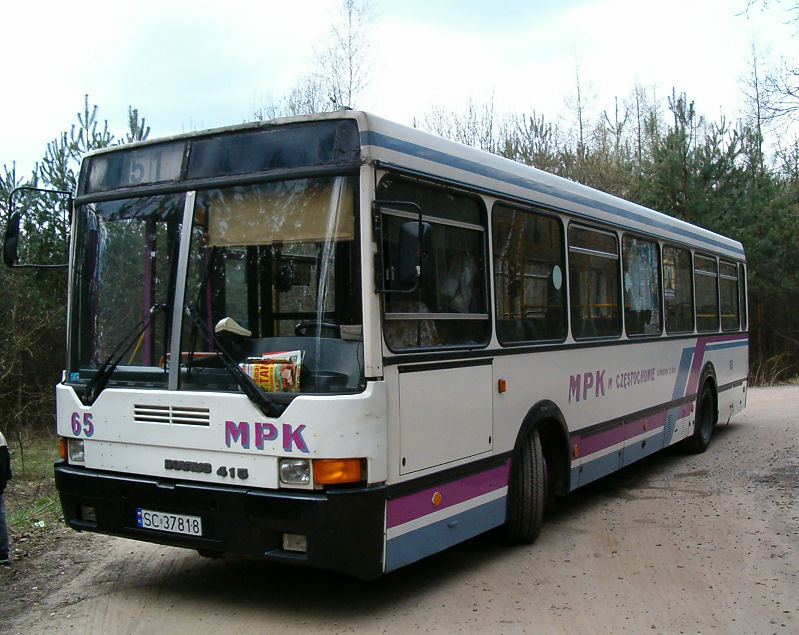
Ikarus 415 – MPK Częstochowa #65

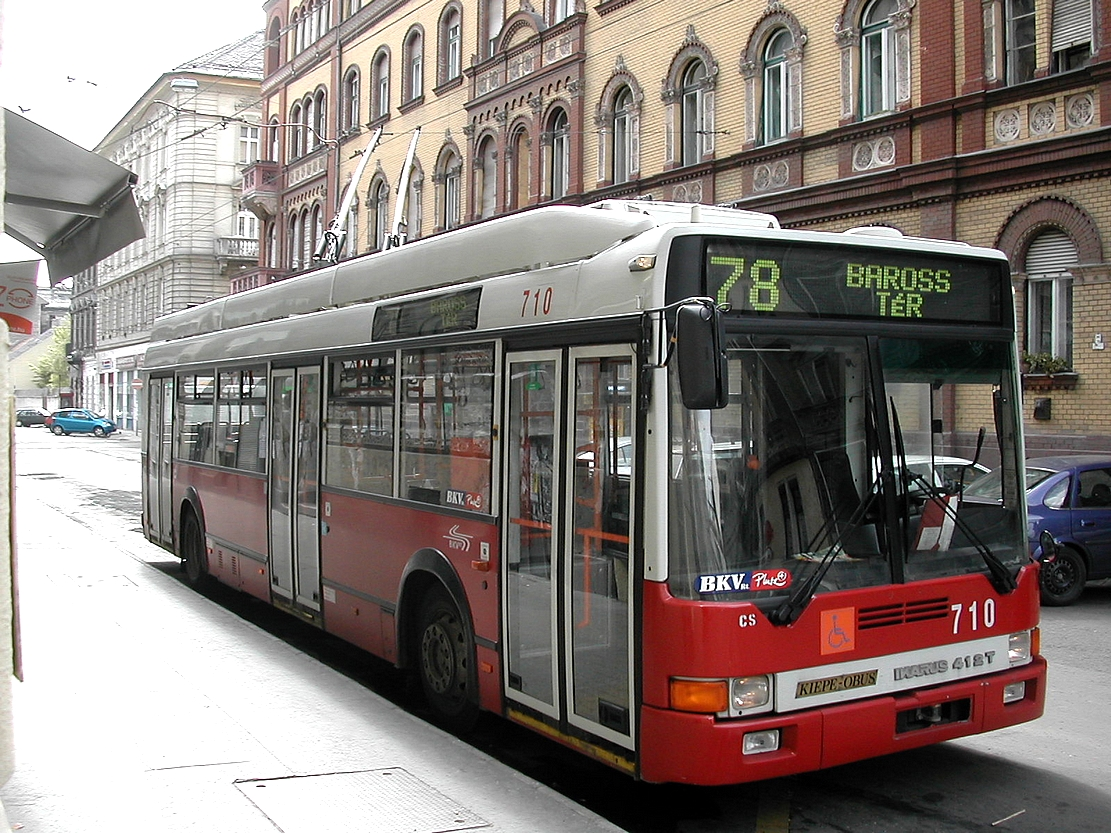
Ikarus 412T na ulicy w Budapeszcie

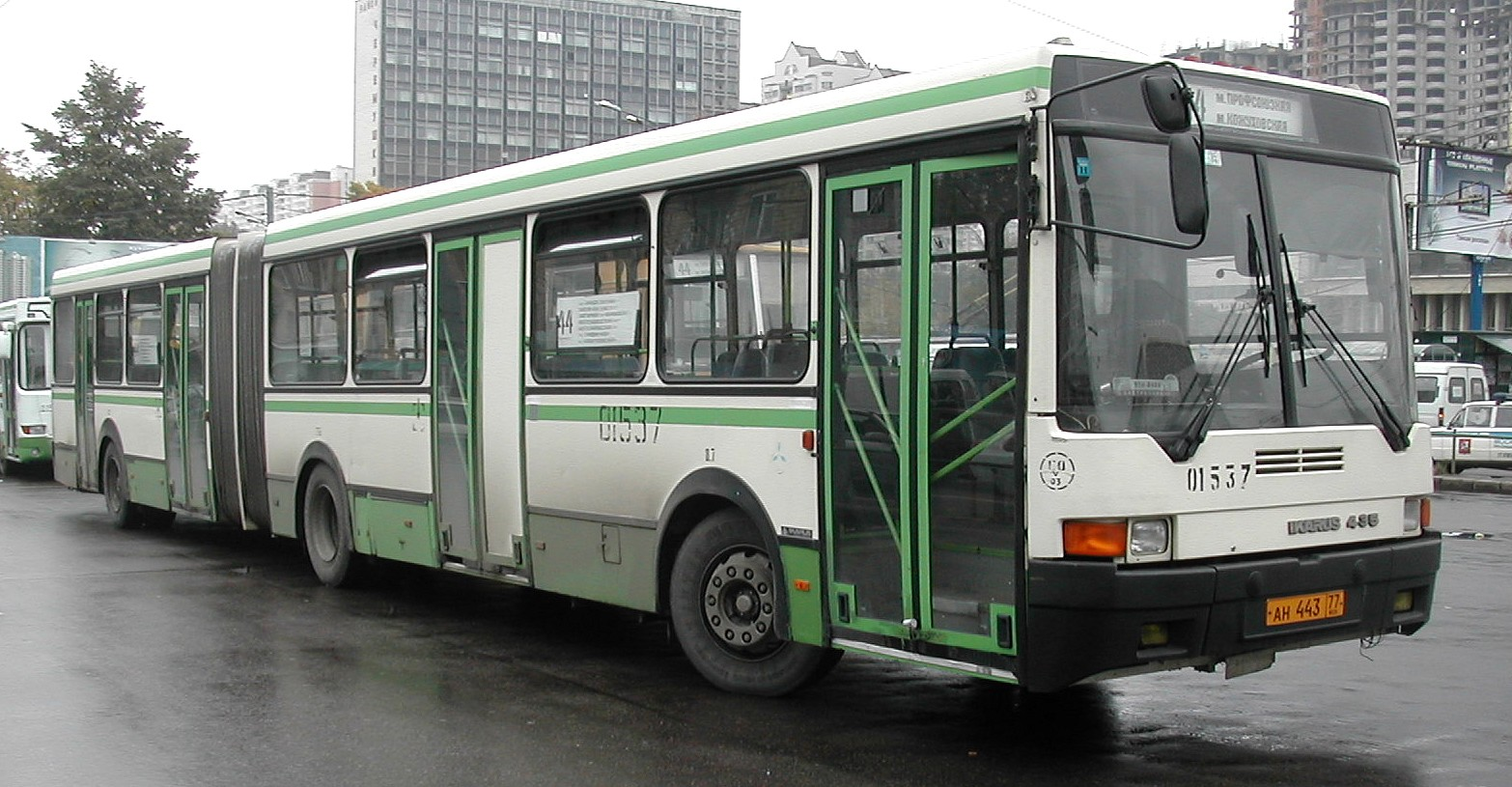
Ikarus 435 na ulicy Moskwy

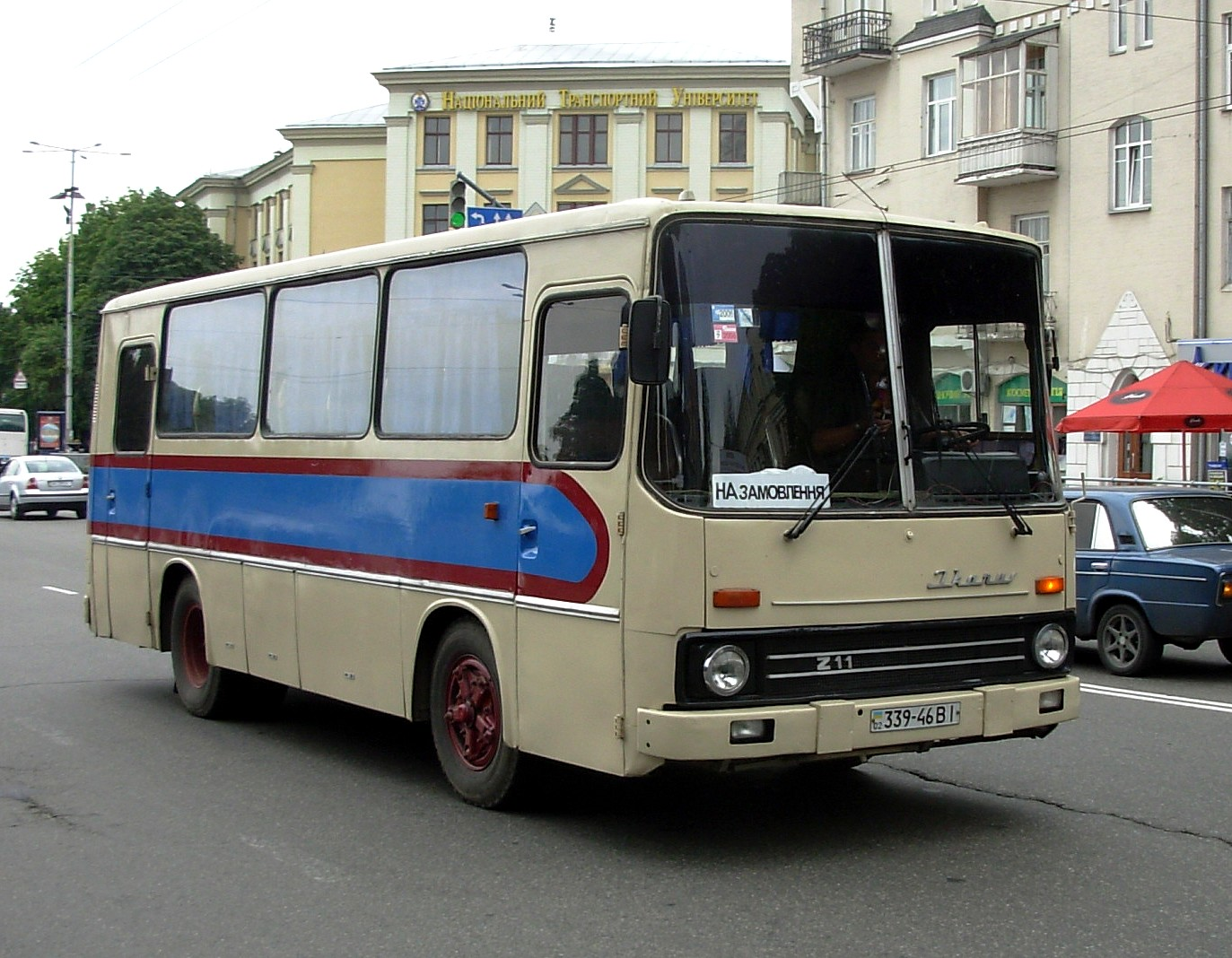
Ikarus 211 (Ikarus i IFA) na ulicy Kijowa

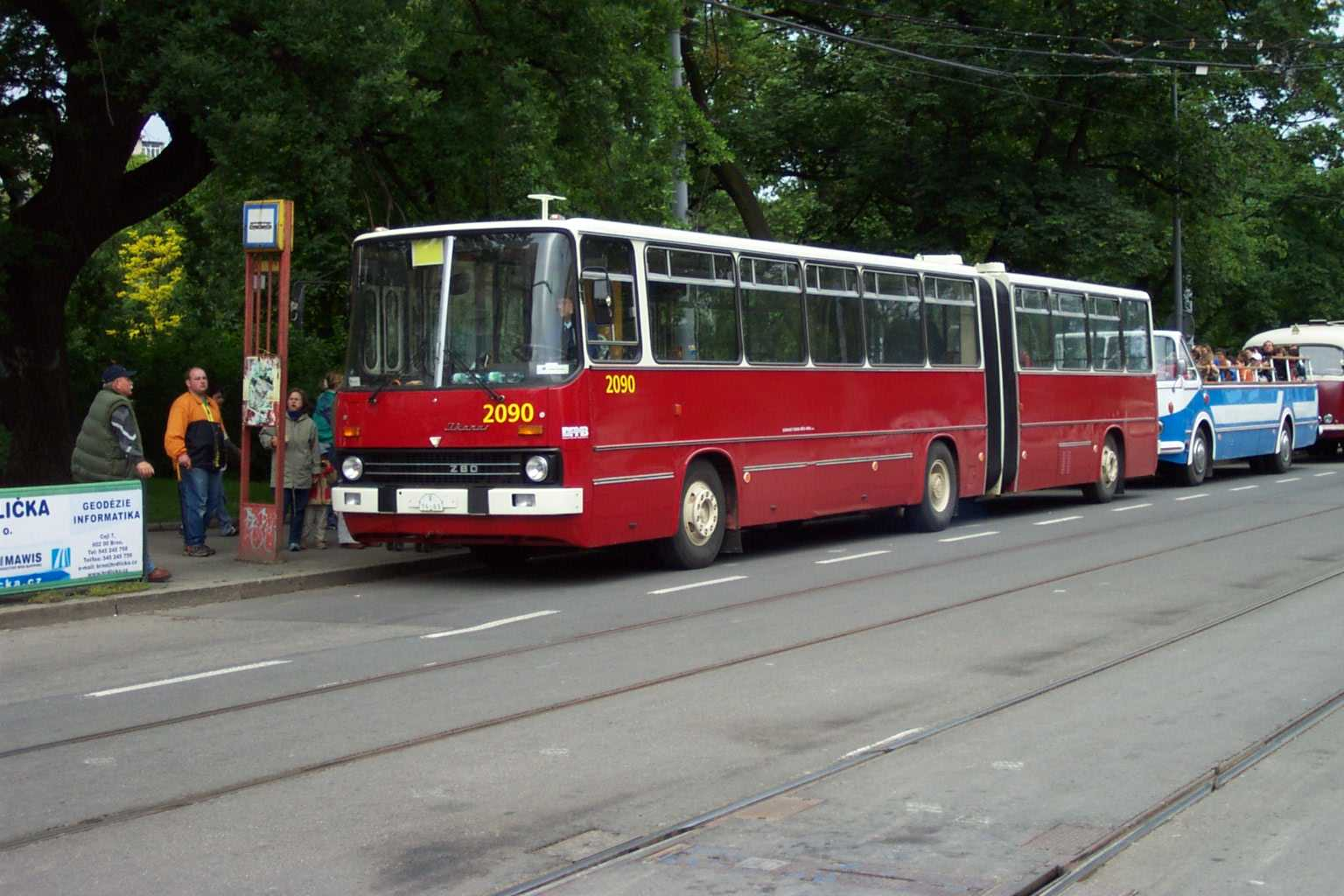
Ikarus 280 na ulicy Brna

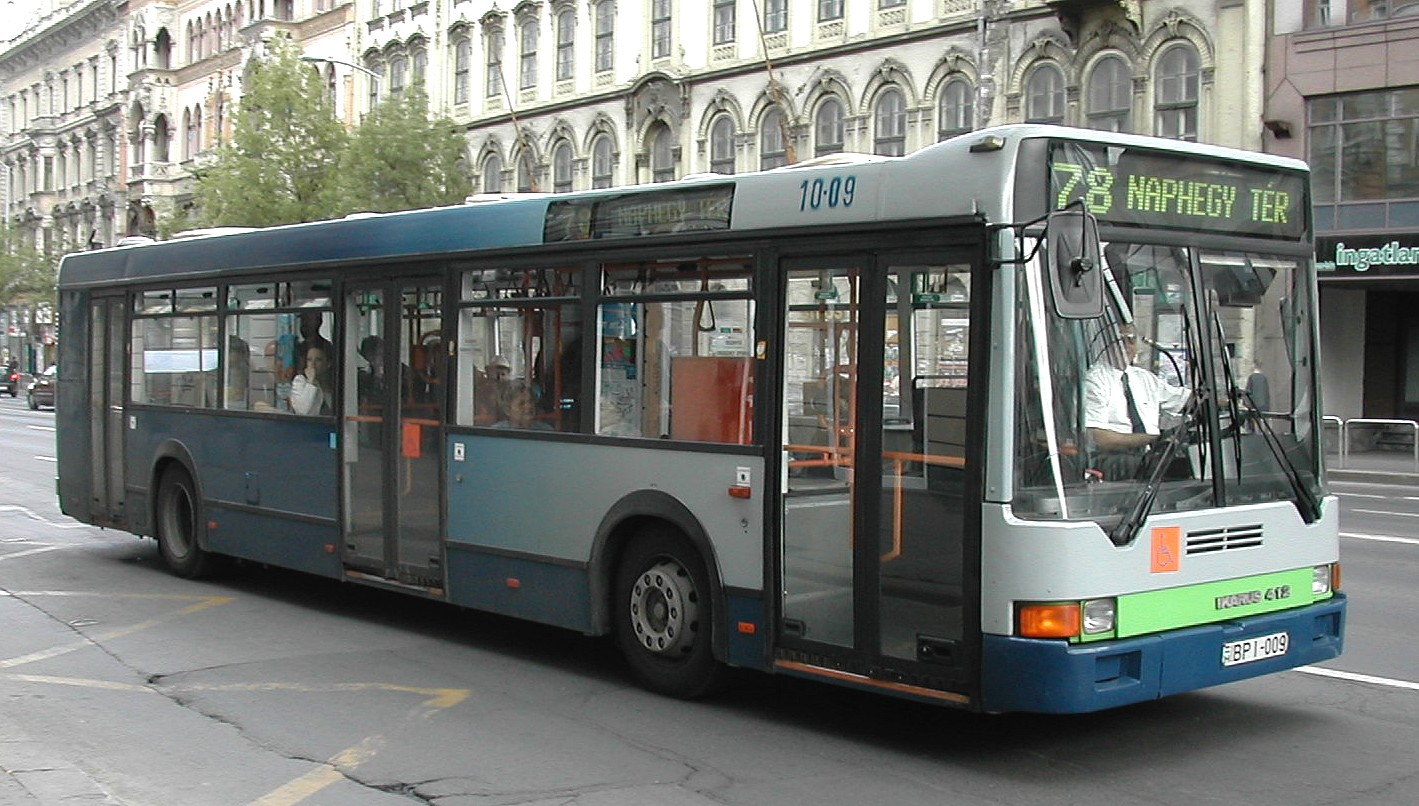
Ikarusy 412 na ulicy Budapesztu

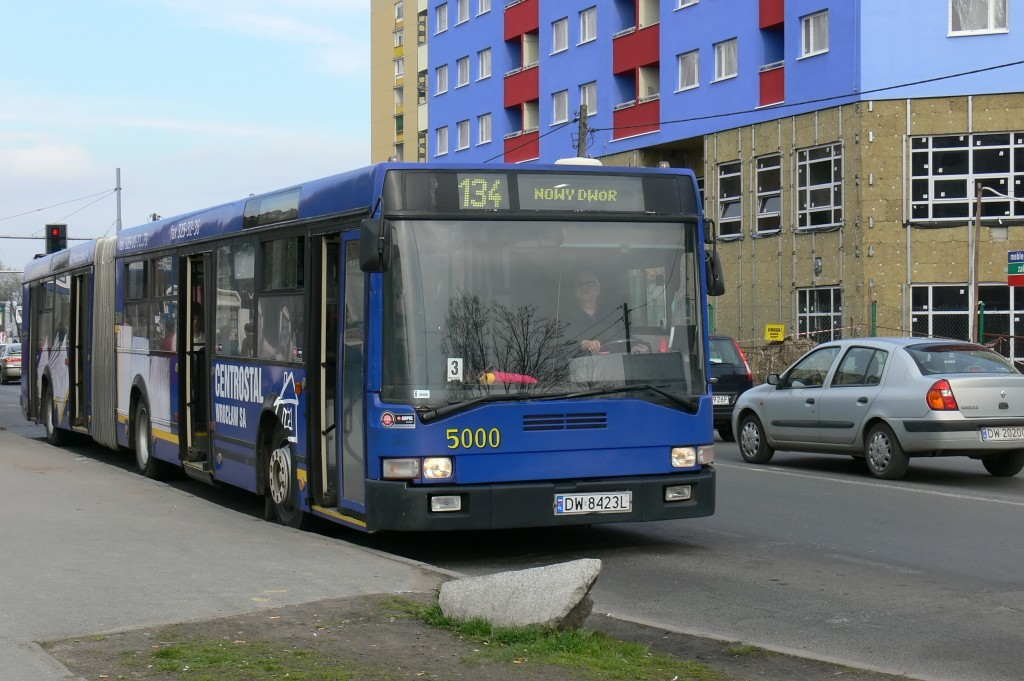
Ikarus 417.08 #5000 we Wrocławiu

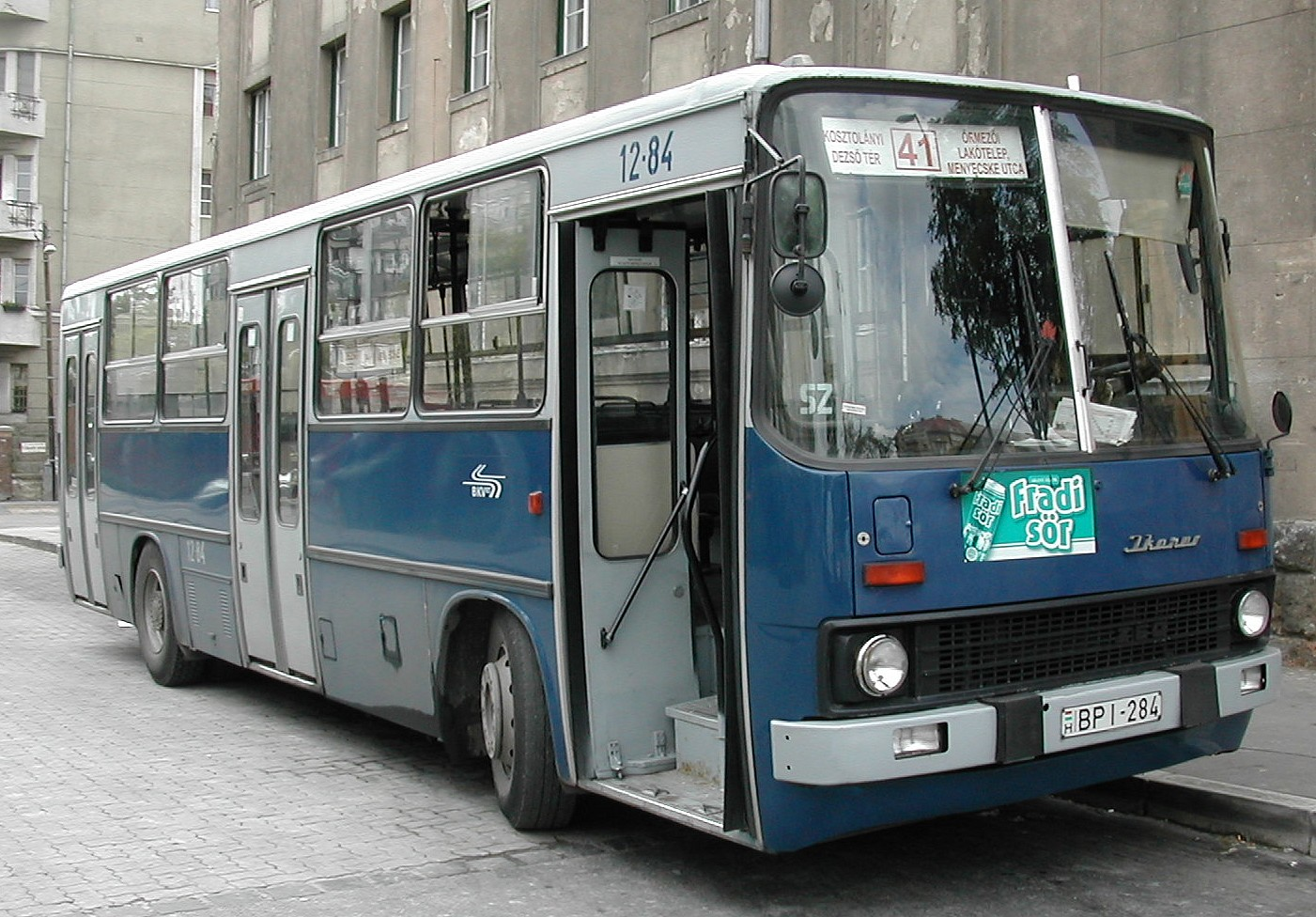
Ikarusy 260 na ulicy Budapesztu

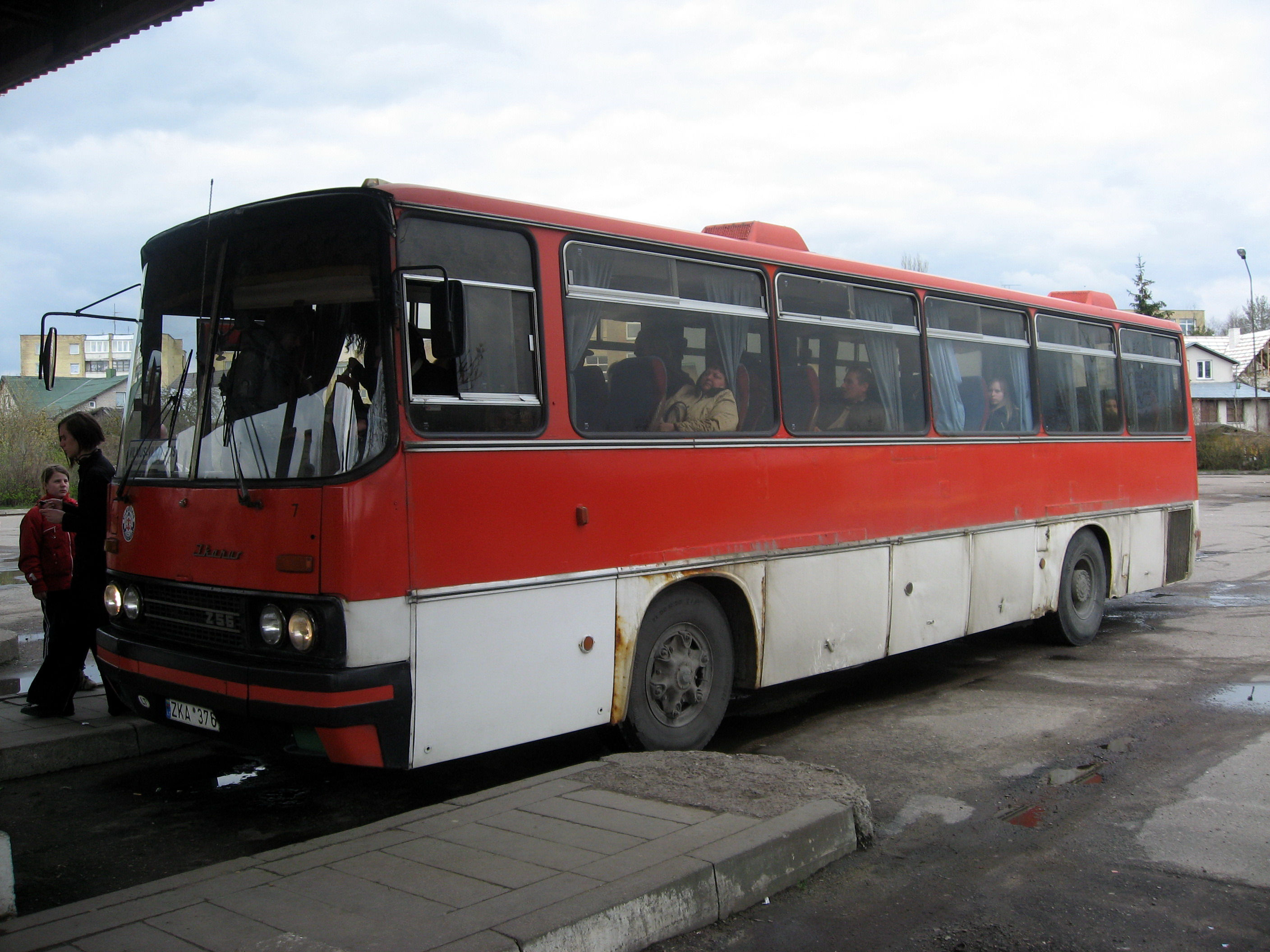
Ikarus 256 na ulicy Wilna

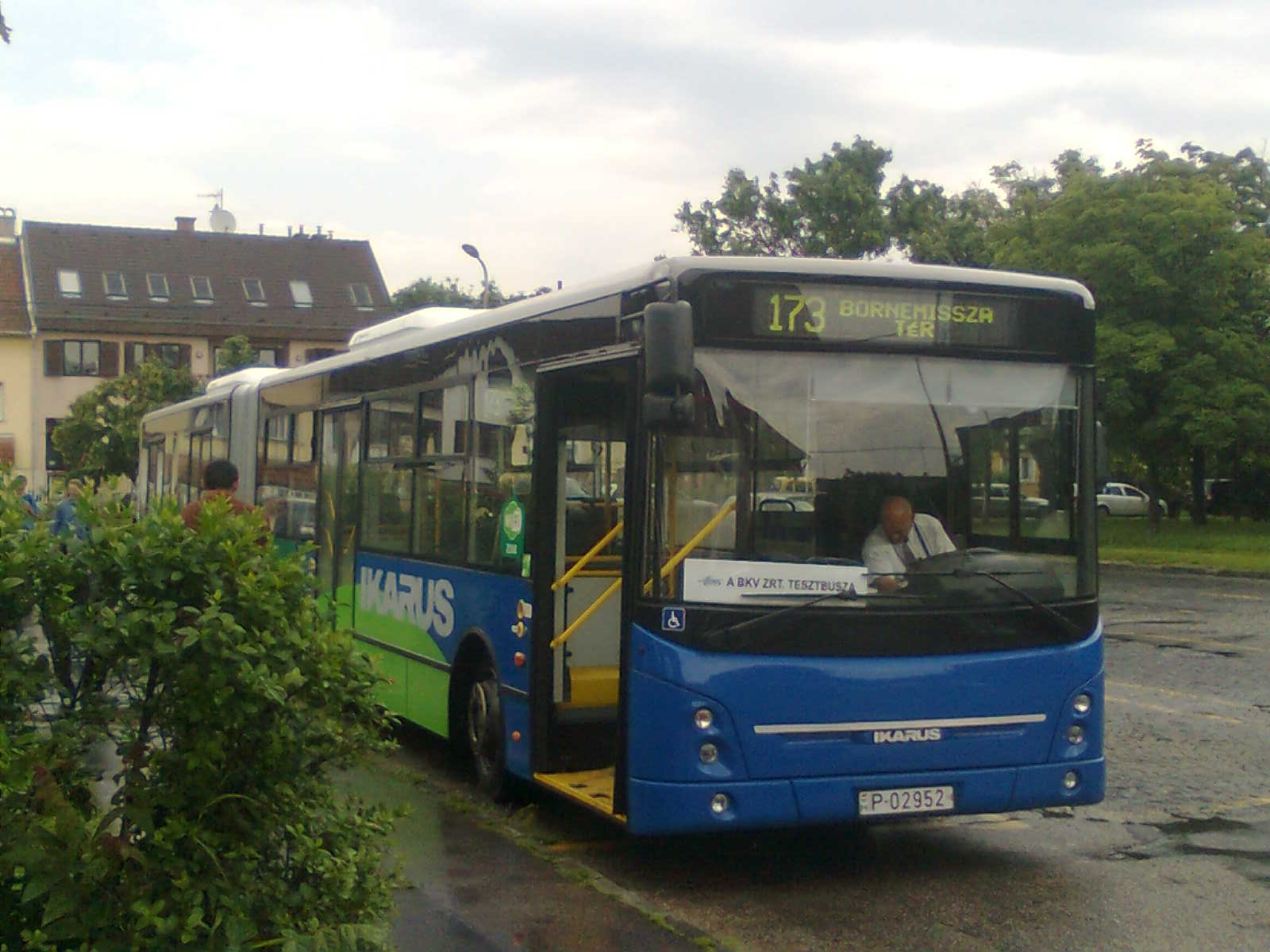
Ikarus V187

W 1913 roku przedsiębiorstwo skupiło się głównie na budowaniu samochodów i podczas I wojny światowej miało spore zyski. W 1927 roku Ikarus wygrał międzynarodowy przetarg i dostarczył 60 krótkich autobusów. Około 1933 roku Ikarus zaczął mieć problemy finansowe, przez co przerwał produkcję wielu modeli pojazdów. W 1935 roku przedsiębiorstwo wznowiło produkcję i całkowicie funkcjonowało podczas II wojny światowej. 23 lutego 1949 roku Ikarus połączył się z producentem samolotów Ikarus Gép és Fémgyár Rt.
W 1955 i 1956 roku nowe modele (Ikarus 620, 630 i 31) rozpoczęto sprzedawać w Chinach, Birmie oraz Egipcie. W 1962 roku Ikarus sprzedał za granicą 8000 autobusów. W 1970 roku firma zajęła drugie miejsce na targach Expo w Monako. Dzięki tej nagrodzie pokazała swoją pozycję w Europie. W latach 70.-90. Ikarus eksportował na Kubę autobusy i części zamienne, które były tam wykorzystywane do produkcji autobusów Girón. W 1971 roku przedsiębiorstwo wyprodukowało swój 100 000. autobus, a z każdym rokiem transakcje były coraz większe. W 1973 roku koncern Ikarus stał się czwartym pod względem wielkości producentem na świecie, ale pojawił się problem braku surowców, przez co dostawy znacznie się opóźniały. Największym importerem Ikarusów były Niemcy, lecz po połączeniu NRD i RFN zyski spadły o 10%.
W 1999 roku przedsiębiorstwo zostało przejęte przez francusko-włoski koncern Irisbus. W lutym 2006 roku Irisbus sprzedał koncern Ikarus Bus firmie Müszertechnika, zachowując oddział Ikarus Egyedi. W 2002 roku Ikarus zaprezentował 18-metrową wersję autobusu napędzanego gazem ziemnym, użytkowaną przez przedsiębiorstwo TransMilenio, działające w Bogocie.
W 2006 roku Gary Urteaga, biznesmen z Peru, rozpoczął projekt dotyczący wejścia autobusów marki Ikarus na rynek Ameryki Łacińskiej. Przedsięwzięcie to zakładało produkcję autobusów napędzanych sprężonym gazem ziemnym w wersjach 8, 12 i 18-metrowych. Oferty zostały przedstawione spółkom, które w 2007 roku ubiegały się o pozwolenie na obsługę systemu szybkiego transportu autobusowego w Limie. Zainteresowanie zakupem pojazdów okazał także rząd Wenezueli.
W 2010 roku węgierska firma Auto Rad Controlle nabyła prawa do marki Ikarus i oficjalnie ukazała opinii publicznej nowe modele Ikarusa produkowane wcześniej pod marką ARC.

## Modele Ikarusa

### Autobusy miejskie
- 180 – 17-metrowy przegubowy, wysokopodłogowy
- 190 – 11-metrowy, wysokopodłogowy
- 194 – 12-metrowy, wysokopodłogowy
- 196 – 18-metrowy, wysokopodłogowy
- 211 – 8,5-metrowy, wysokopodłogowy
- 246 – 12-metrowy, wysokopodłogowy
- 252 – 11-metrowy, wysokopodłogowy
- 256 – 10,9-metrowy, wysokopodłogowy
- 260 – 11-metrowy, wysokopodłogowy
- 261 – 12-metrowy, wysokopodłogowy, przystosowany do ruchu lewostronnego
- 263 – 12-metrowy, wysokopodłogowy, produkowany głównie na rynek NRD oraz ZSRR
- 266 – 12-metrowy, wysokopodłogowy
- 271 – 12-metrowy, wysokopodłogowy
- 272 – 12-metrowy, wysokopodłogowy
- 280 – 16,5-metrowy przegubowy, wysokopodłogowy
- 281 – 16,5-metrowy, wysokopodłogowy, przystosowany do ruchu lewostronnego
- 282 – 18-metrowy, wysokopodłogowy
- 283 – 18-metrowy przegubowy, wysokopodłogowy
- 284 – 18-metrowy przegubowy, średniopodłogowy
- 286 – 18-metrowy przegubowy, wysokopodłogowy
- 293 – 22-metrowy dwuprzegubowy, wysokopodłogowy
- 30 – 8,4-metrowy, wysokopodłogowy
- 31 – 8,5-metrowy, wysokopodłogowy
- 311 – 8,5-metrowy, wysokopodłogowy
- 395 – niskpodłogowy
- 396 – 15-metrowy, wysokopodłogowy
- 405 – 7,5-metrowy midibus, średniopodłogowy
- 410 – 11,5-metrowy, średniopodłogowy
- 411 – 11-metrowy, niskopodłogowy, wyróżnia go brak tylnej szyby
- 412 – 12-metrowy, niskopodłogowy, kontynuacja modelu 411
- 415 – 11,5-metrowy, średniopodłogowy
- 416 – 12-metrowy, wysokopodłogowy
- 417 – 17,5-metrowy przegubowy, niskopodłogowy
- 435 – 18-metrowy przegubowy, średniopodłogowy
- 436 – 18-metrowy przegubowy, średniopodłogowy
- 480 – 12-metrowy, średniopodłogowy
- 489 Polaris – 12-metrowy, przystosowany do ruchu lewostronnego
- 554 – 11-metrowy, wysokopodłogowy
- 556 – 12-metrowy, wysokopodłogowy
- 601 – wysokopodłogowy
- 630 – 11,5-metrowy, wysokopodłogowy
- 66 – 12,5-metrowy, wysokopodłogowy
- V127.E1 – 12-metrowy, niskopodłogowy
- V134.01 – 13,4-metrowy, niskopodłogowy
- V187.02 – 18,75-metrowy przegubowy, niskopodłogowy

### Trolejbusy
Trolejbusy tej marki są produkowane od lat 80. XX wieku. Oznaczenia modeli trolejbusów to trójcyfrowe kody i na końcu litera T.
- 260T – 11-metrowy, wysokopodłogowy
- 280T – 16,5-metrowy przegubowy, wysokopodłogowy
  - 280E – 16,5-metrowy przegubowy, wysokopodłogowy, powstał na bazie autobusu Ikarus 280
- 411T – 11-metrowy, niskopodłogowy
- 412T – 12-metrowy, niskopodłogowy, kontynuacja modelu 411T
- 415T – 11,5-metrowy, średniopodłogowy
- 417T – 17,5-metrowy przegubowy, niskopodłogowy
- 435T – 18-metrowy przegubowy, średniopodłogowy

### Autobusy turystyczne
- 150 – 12-metrowy
- 210 – 8,5-metrowy
- 211 – 8,5-metrowy
- 212 – 8,5-metrowy
- 214 – 8,5-metrowy
- 216 – 9-metrowy
- 238 – 11,5-metrowy
- 250 – 12-metrowy
- 253 – 12-metrowy
- 255 – 11-metrowy
- 256 – 10,9-metrowy
- 258 – b.d.
- 259 – 10-metrowy
- 270 – 12-metrowy
- 350 – 12-metrowy
- 365 – 11-metrowy
- 366 – b.d.
- 386 – 12-metrowy
- 398 – 12-metrowy
- 543 – 6,5-metrowy
- 548 – 11-metrowy
- 55 – 11,4-metrowy
- 553 – 6,5-metrowy
- 555 – 11-metrowy
- 577 – 11-metrowy
- 620 – 9-metrowy
- 630 – 9,5-metrowy
- 657 – 6,5/12-metrowy
- 660 – 12-metrowy
- 661 – 12-metrowy
- 662 – 12-metrowy
- 664 – 12-metrowy
- 668 – 9-metrowy
- 669 – 11-metrowy
- E15 – 9-metrowy
- E95 – 12-metrowy
- e98 – 12-metrowy

### Autobusy lotniskowe
- 290 – 14-metrowy, wysokopodłogowy
- 692 – 14-metrowy, wysokopodłogowy
- 695 – 17-metrowy, wysokopodłogowy

### Seria EAG
- E13 – 8-metrowy, wysokopodłogowy
- E14 – 8-metrowy, wysokopodłogowy
- E15 – 9-metrowy, wysokopodłogowy
- E91 – 9-metrowy, niskopodłogowy
- E92 – 9-metrowy, wysokopodłogowy
- E94 – 15-metrowy, niskowejściowy
- E98 – 12-metrowy, turystyczny wcześniej 398

### Wersje
- Autobusy lokalne, międzymiastowe, turystyczne:

| Typ Pojazdu | Wersje      | Wersje      | Wersje      | Wersje      | Wersje      | Wersje      | Wersje      | Wersje      | Wersje      | Wersje      | Wersje      | Wersje      | Wersje      | Wersje      | Wersje      | Wersje      | Wersje      | Wersje      | Wersje      | Wersje      | Wersje      | Wersje      | Wersje      | Wersje      | Wersje      | Wersje      | Wersje      | Wersje      | Wersje      | Wersje      | Wersje      | Wersje      | Wersje      | Wersje      | Wersje      | Wersje      | Wersje      | Wersje      | Wersje      | Wersje      | Wersje      | Wersje      | Wersje      | Wersje      | Wersje      | Wersje      | Wersje      | Wersje      | Wersje      | Wersje      |
| ----------- | ----------- | ----------- | ----------- | ----------- | ----------- | ----------- | ----------- | ----------- | ----------- | ----------- | ----------- | ----------- | ----------- | ----------- | ----------- | ----------- | ----------- | ----------- | ----------- | ----------- | ----------- | ----------- | ----------- | ----------- | ----------- | ----------- | ----------- | ----------- | ----------- | ----------- | ----------- | ----------- | ----------- | ----------- | ----------- | ----------- | ----------- | ----------- | ----------- | ----------- | ----------- | ----------- | ----------- | ----------- | ----------- | ----------- | ----------- | ----------- | ----------- | ----------- |
| Ikarus 211  | .00         | .01         | .51         | .52         | .53         |             |             |             |             |             |             |             |             |             |             |             |             |             |             |             |             |             |             |             |             |             |             |             |             |             |             |             |             |             |             |             |             |             |             |             |             |             |             |             |             |             |             |             |             |             |
| Ikarus 212  | .50         | .51         | .53         | .60         | .61         |             |             |             |             |             |             |             |             |             |             |             |             |             |             |             |             |             |             |             |             |             |             |             |             |             |             |             |             |             |             |             |             |             |             |             |             |             |             |             |             |             |             |             |             |             |
| Ikarus 216  | .00         | .01         | .02         | .03         |             |             |             |             |             |             |             |             |             |             |             |             |             |             |             |             |             |             |             |             |             |             |             |             |             |             |             |             |             |             |             |             |             |             |             |             |             |             |             |             |             |             |             |             |             |             |
| Ikarus 238  | Brak danych | Brak danych | Brak danych | Brak danych | Brak danych | Brak danych | Brak danych | Brak danych | Brak danych | Brak danych | Brak danych | Brak danych | Brak danych | Brak danych | Brak danych | Brak danych | Brak danych | Brak danych | Brak danych | Brak danych | Brak danych | Brak danych | Brak danych | Brak danych | Brak danych | Brak danych | Brak danych | Brak danych | Brak danych | Brak danych | Brak danych | Brak danych | Brak danych | Brak danych | Brak danych | Brak danych | Brak danych | Brak danych | Brak danych | Brak danych | Brak danych | Brak danych | Brak danych | Brak danych | Brak danych | Brak danych | Brak danych | Brak danych | Brak danych | Brak danych |
| Ikarus 250  | .00         | .01         | .02         | .03         | .04         | .05         | .06         | .07         | .08         | .09         | .12         | .13         | .14         | .15         | .16         | .17         | .22         | .25         | .53         | .55         | .59         | .61         | .67         | .69         | .80         | .93         |             |             |             |             |             |             |             |             |             |             |             |             |             |             |             |             |             |             |             |             |             |             |             |             |
| Ikarus 253  | .52         |             |             |             |             |             |             |             |             |             |             |             |             |             |             |             |             |             |             |             |             |             |             |             |             |             |             |             |             |             |             |             |             |             |             |             |             |             |             |             |             |             |             |             |             |             |             |             |             |             |
| Ikarus 255  | .71         | .72         |             |             |             |             |             |             |             |             |             |             |             |             |             |             |             |             |             |             |             |             |             |             |             |             |             |             |             |             |             |             |             |             |             |             |             |             |             |             |             |             |             |             |             |             |             |             |             |             |
| Ikarus 256  | .09         | .21         | .22         | .32         | .42         | .44         | .50         | .51         | .52         | .53         | .54         | .55         | .56         | .57         | .58         | .59         | .60         | .61         | .62         | .65         | .66         | .70         | .73         | .74         | .75         | .82         | .99         |             |             |             |             |             |             |             |             |             |             |             |             |             |             |             |             |             |             |             |             |             |             |             |
| Ikarus 258  | .00         |             |             |             |             |             |             |             |             |             |             |             |             |             |             |             |             |             |             |             |             |             |             |             |             |             |             |             |             |             |             |             |             |             |             |             |             |             |             |             |             |             |             |             |             |             |             |             |             |             |
| Ikarus 259  | Brak danych | Brak danych | Brak danych | Brak danych | Brak danych | Brak danych | Brak danych | Brak danych | Brak danych | Brak danych | Brak danych | Brak danych | Brak danych | Brak danych | Brak danych | Brak danych | Brak danych | Brak danych | Brak danych | Brak danych | Brak danych | Brak danych | Brak danych | Brak danych | Brak danych | Brak danych | Brak danych | Brak danych | Brak danych | Brak danych | Brak danych | Brak danych | Brak danych | Brak danych | Brak danych | Brak danych | Brak danych | Brak danych | Brak danych | Brak danych | Brak danych | Brak danych | Brak danych | Brak danych | Brak danych | Brak danych | Brak danych | Brak danych | Brak danych | Brak danych |
| Ikarus 31   | Brak danych | Brak danych | Brak danych | Brak danych | Brak danych | Brak danych | Brak danych | Brak danych | Brak danych | Brak danych | Brak danych | Brak danych | Brak danych | Brak danych | Brak danych | Brak danych | Brak danych | Brak danych | Brak danych | Brak danych | Brak danych | Brak danych | Brak danych | Brak danych | Brak danych | Brak danych | Brak danych | Brak danych | Brak danych | Brak danych | Brak danych | Brak danych | Brak danych | Brak danych | Brak danych | Brak danych | Brak danych | Brak danych | Brak danych | Brak danych | Brak danych | Brak danych | Brak danych | Brak danych | Brak danych | Brak danych | Brak danych | Brak danych | Brak danych | Brak danych |
| Ikarus 311  | Brak danych | Brak danych | Brak danych | Brak danych | Brak danych | Brak danych | Brak danych | Brak danych | Brak danych | Brak danych | Brak danych | Brak danych | Brak danych | Brak danych | Brak danych | Brak danych | Brak danych | Brak danych | Brak danych | Brak danych | Brak danych | Brak danych | Brak danych | Brak danych | Brak danych | Brak danych | Brak danych | Brak danych | Brak danych | Brak danych | Brak danych | Brak danych | Brak danych | Brak danych | Brak danych | Brak danych | Brak danych | Brak danych | Brak danych | Brak danych | Brak danych | Brak danych | Brak danych | Brak danych | Brak danych | Brak danych | Brak danych | Brak danych | Brak danych | Brak danych |
| Ikarus 350  | .02         | .08         |             |             |             |             |             |             |             |             |             |             |             |             |             |             |             |             |             |             |             |             |             |             |             |             |             |             |             |             |             |             |             |             |             |             |             |             |             |             |             |             |             |             |             |             |             |             |             |             |
| Ikarus 365  | Brak danych | Brak danych | Brak danych | Brak danych | Brak danych | Brak danych | Brak danych | Brak danych | Brak danych | Brak danych | Brak danych | Brak danych | Brak danych | Brak danych | Brak danych | Brak danych | Brak danych | Brak danych | Brak danych | Brak danych | Brak danych | Brak danych | Brak danych | Brak danych | Brak danych | Brak danych | Brak danych | Brak danych | Brak danych | Brak danych | Brak danych | Brak danych | Brak danych | Brak danych | Brak danych | Brak danych | Brak danych | Brak danych | Brak danych | Brak danych | Brak danych | Brak danych | Brak danych | Brak danych | Brak danych | Brak danych | Brak danych | Brak danych | Brak danych | Brak danych |
| Ikarus 366  | Brak danych | Brak danych | Brak danych | Brak danych | Brak danych | Brak danych | Brak danych | Brak danych | Brak danych | Brak danych | Brak danych | Brak danych | Brak danych | Brak danych | Brak danych | Brak danych | Brak danych | Brak danych | Brak danych | Brak danych | Brak danych | Brak danych | Brak danych | Brak danych | Brak danych | Brak danych | Brak danych | Brak danych | Brak danych | Brak danych | Brak danych | Brak danych | Brak danych | Brak danych | Brak danych | Brak danych | Brak danych | Brak danych | Brak danych | Brak danych | Brak danych | Brak danych | Brak danych | Brak danych | Brak danych | Brak danych | Brak danych | Brak danych | Brak danych | Brak danych |
| Ikarus 386  | .02         |             |             |             |             |             |             |             |             |             |             |             |             |             |             |             |             |             |             |             |             |             |             |             |             |             |             |             |             |             |             |             |             |             |             |             |             |             |             |             |             |             |             |             |             |             |             |             |             |             |
| Ikarus 395  | Brak danych | Brak danych | Brak danych | Brak danych | Brak danych | Brak danych | Brak danych | Brak danych | Brak danych | Brak danych | Brak danych | Brak danych | Brak danych | Brak danych | Brak danych | Brak danych | Brak danych | Brak danych | Brak danych | Brak danych | Brak danych | Brak danych | Brak danych | Brak danych | Brak danych | Brak danych | Brak danych | Brak danych | Brak danych | Brak danych | Brak danych | Brak danych | Brak danych | Brak danych | Brak danych | Brak danych | Brak danych | Brak danych | Brak danych | Brak danych | Brak danych | Brak danych | Brak danych | Brak danych | Brak danych | Brak danych | Brak danych | Brak danych | Brak danych | Brak danych |
| Ikarus 396  | Brak danych | Brak danych | Brak danych | Brak danych | Brak danych | Brak danych | Brak danych | Brak danych | Brak danych | Brak danych | Brak danych | Brak danych | Brak danych | Brak danych | Brak danych | Brak danych | Brak danych | Brak danych | Brak danych | Brak danych | Brak danych | Brak danych | Brak danych | Brak danych | Brak danych | Brak danych | Brak danych | Brak danych | Brak danych | Brak danych | Brak danych | Brak danych | Brak danych | Brak danych | Brak danych | Brak danych | Brak danych | Brak danych | Brak danych | Brak danych | Brak danych | Brak danych | Brak danych | Brak danych | Brak danych | Brak danych | Brak danych | Brak danych | Brak danych | Brak danych |
| Ikarus 543  | .16         | .20         |             |             |             |             |             |             |             |             |             |             |             |             |             |             |             |             |             |             |             |             |             |             |             |             |             |             |             |             |             |             |             |             |             |             |             |             |             |             |             |             |             |             |             |             |             |             |             |             |
| Ikarus 548  | .03         |             |             |             |             |             |             |             |             |             |             |             |             |             |             |             |             |             |             |             |             |             |             |             |             |             |             |             |             |             |             |             |             |             |             |             |             |             |             |             |             |             |             |             |             |             |             |             |             |             |
| Ikarus 55   | .1          | .2          | .4          | .6          | .8          | .10         | .12         | .13         | .20         | .21         | .22         | .30         | .50         | .51         | .52         | .60         | .61         | .62         |             |             |             |             |             |             |             |             |             |             |             |             |             |             |             |             |             |             |             |             |             |             |             |             |             |             |             |             |             |             |             |             |
| Ikarus 553  | .00         | .01         | .03         | .04         | .10         | .11         | .14         |             |             |             |             |             |             |             |             |             |             |             |             |             |             |             |             |             |             |             |             |             |             |             |             |             |             |             |             |             |             |             |             |             |             |             |             |             |             |             |             |             |             |             |
| Ikarus 555  | .00         | .01         | .05         | .07         | .10         |             |             |             |             |             |             |             |             |             |             |             |             |             |             |             |             |             |             |             |             |             |             |             |             |             |             |             |             |             |             |             |             |             |             |             |             |             |             |             |             |             |             |             |             |             |
| Ikarus 577  | .27         | .29         |             |             |             |             |             |             |             |             |             |             |             |             |             |             |             |             |             |             |             |             |             |             |             |             |             |             |             |             |             |             |             |             |             |             |             |             |             |             |             |             |             |             |             |             |             |             |             |             |
| Ikarus 620  | Brak danych | Brak danych | Brak danych | Brak danych | Brak danych | Brak danych | Brak danych | Brak danych | Brak danych | Brak danych | Brak danych | Brak danych | Brak danych | Brak danych | Brak danych | Brak danych | Brak danych | Brak danych | Brak danych | Brak danych | Brak danych | Brak danych | Brak danych | Brak danych | Brak danych | Brak danych | Brak danych | Brak danych | Brak danych | Brak danych | Brak danych | Brak danych | Brak danych | Brak danych | Brak danych | Brak danych | Brak danych | Brak danych | Brak danych | Brak danych | Brak danych | Brak danych | Brak danych | Brak danych | Brak danych | Brak danych | Brak danych | Brak danych | Brak danych | Brak danych |
| Ikarus 630  | Brak danych | Brak danych | Brak danych | Brak danych | Brak danych | Brak danych | Brak danych | Brak danych | Brak danych | Brak danych | Brak danych | Brak danych | Brak danych | Brak danych | Brak danych | Brak danych | Brak danych | Brak danych | Brak danych | Brak danych | Brak danych | Brak danych | Brak danych | Brak danych | Brak danych | Brak danych | Brak danych | Brak danych | Brak danych | Brak danych | Brak danych | Brak danych | Brak danych | Brak danych | Brak danych | Brak danych | Brak danych | Brak danych | Brak danych | Brak danych | Brak danych | Brak danych | Brak danych | Brak danych | Brak danych | Brak danych | Brak danych | Brak danych | Brak danych | Brak danych |
| Ikarus 657  | Brak danych | Brak danych | Brak danych | Brak danych | Brak danych | Brak danych | Brak danych | Brak danych | Brak danych | Brak danych | Brak danych | Brak danych | Brak danych | Brak danych | Brak danych | Brak danych | Brak danych | Brak danych | Brak danych | Brak danych | Brak danych | Brak danych | Brak danych | Brak danych | Brak danych | Brak danych | Brak danych | Brak danych | Brak danych | Brak danych | Brak danych | Brak danych | Brak danych | Brak danych | Brak danych | Brak danych | Brak danych | Brak danych | Brak danych | Brak danych | Brak danych | Brak danych | Brak danych | Brak danych | Brak danych | Brak danych | Brak danych | Brak danych | Brak danych | Brak danych |
| Ikarus 660  | Brak danych | Brak danych | Brak danych | Brak danych | Brak danych | Brak danych | Brak danych | Brak danych | Brak danych | Brak danych | Brak danych | Brak danych | Brak danych | Brak danych | Brak danych | Brak danych | Brak danych | Brak danych | Brak danych | Brak danych | Brak danych | Brak danych | Brak danych | Brak danych | Brak danych | Brak danych | Brak danych | Brak danych | Brak danych | Brak danych | Brak danych | Brak danych | Brak danych | Brak danych | Brak danych | Brak danych | Brak danych | Brak danych | Brak danych | Brak danych | Brak danych | Brak danych | Brak danych | Brak danych | Brak danych | Brak danych | Brak danych | Brak danych | Brak danych | Brak danych |
| Ikarus 661  | Brak danych | Brak danych | Brak danych | Brak danych | Brak danych | Brak danych | Brak danych | Brak danych | Brak danych | Brak danych | Brak danych | Brak danych | Brak danych | Brak danych | Brak danych | Brak danych | Brak danych | Brak danych | Brak danych | Brak danych | Brak danych | Brak danych | Brak danych | Brak danych | Brak danych | Brak danych | Brak danych | Brak danych | Brak danych | Brak danych | Brak danych | Brak danych | Brak danych | Brak danych | Brak danych | Brak danych | Brak danych | Brak danych | Brak danych | Brak danych | Brak danych | Brak danych | Brak danych | Brak danych | Brak danych | Brak danych | Brak danych | Brak danych | Brak danych | Brak danych |
| Ikarus 662  | Brak danych | Brak danych | Brak danych | Brak danych | Brak danych | Brak danych | Brak danych | Brak danych | Brak danych | Brak danych | Brak danych | Brak danych | Brak danych | Brak danych | Brak danych | Brak danych | Brak danych | Brak danych | Brak danych | Brak danych | Brak danych | Brak danych | Brak danych | Brak danych | Brak danych | Brak danych | Brak danych | Brak danych | Brak danych | Brak danych | Brak danych | Brak danych | Brak danych | Brak danych | Brak danych | Brak danych | Brak danych | Brak danych | Brak danych | Brak danych | Brak danych | Brak danych | Brak danych | Brak danych | Brak danych | Brak danych | Brak danych | Brak danych | Brak danych | Brak danych |
| Ikarus 664  | .00         | .58         |             |             |             |             |             |             |             |             |             |             |             |             |             |             |             |             |             |             |             |             |             |             |             |             |             |             |             |             |             |             |             |             |             |             |             |             |             |             |             |             |             |             |             |             |             |             |             |             |
| Ikarus C56  | .22         | .32         | .42         |             |             |             |             |             |             |             |             |             |             |             |             |             |             |             |             |             |             |             |             |             |             |             |             |             |             |             |             |             |             |             |             |             |             |             |             |             |             |             |             |             |             |             |             |             |             |             |

- Autobusy miejskie:

| Typ Pojazdu | Wersje      | Wersje      | Wersje      | Wersje      | Wersje      | Wersje      | Wersje      | Wersje      | Wersje      | Wersje      | Wersje      | Wersje      | Wersje      | Wersje      | Wersje      | Wersje      | Wersje      | Wersje      | Wersje      | Wersje      | Wersje      | Wersje      | Wersje      | Wersje      | Wersje      | Wersje      | Wersje      | Wersje      | Wersje      | Wersje      | Wersje      | Wersje      | Wersje      | Wersje      | Wersje      | Wersje      | Wersje      | Wersje      | Wersje      | Wersje      | Wersje      | Wersje      | Wersje      | Wersje      | Wersje      | Wersje      | Wersje      | Wersje      | Wersje      | Wersje      |
| ----------- | ----------- | ----------- | ----------- | ----------- | ----------- | ----------- | ----------- | ----------- | ----------- | ----------- | ----------- | ----------- | ----------- | ----------- | ----------- | ----------- | ----------- | ----------- | ----------- | ----------- | ----------- | ----------- | ----------- | ----------- | ----------- | ----------- | ----------- | ----------- | ----------- | ----------- | ----------- | ----------- | ----------- | ----------- | ----------- | ----------- | ----------- | ----------- | ----------- | ----------- | ----------- | ----------- | ----------- | ----------- | ----------- | ----------- | ----------- | ----------- | ----------- | ----------- |
| Ikarus 180  | .00         | .10         | .12         | .13         | .17         | .18         | .19         | .22         | .31         | .32         | .33         | .34         | .35         | .36         | .46         | .70         | .71         | .72         |             |             |             |             |             |             |             |             |             |             |             |             |             |             |             |             |             |             |             |             |             |             |             |             |             |             |             |             |             |             |             |             |
| Ikarus 190  | .00         | .01         | .02         | .03         |             |             |             |             |             |             |             |             |             |             |             |             |             |             |             |             |             |             |             |             |             |             |             |             |             |             |             |             |             |             |             |             |             |             |             |             |             |             |             |             |             |             |             |             |             |             |
| Ikarus 194  | Brak danych | Brak danych | Brak danych | Brak danych | Brak danych | Brak danych | Brak danych | Brak danych | Brak danych | Brak danych | Brak danych | Brak danych | Brak danych | Brak danych | Brak danych | Brak danych | Brak danych | Brak danych | Brak danych | Brak danych | Brak danych | Brak danych | Brak danych | Brak danych | Brak danych | Brak danych | Brak danych | Brak danych | Brak danych | Brak danych | Brak danych | Brak danych | Brak danych | Brak danych | Brak danych | Brak danych | Brak danych | Brak danych | Brak danych | Brak danych | Brak danych | Brak danych | Brak danych | Brak danych | Brak danych | Brak danych | Brak danych | Brak danych | Brak danych | Brak danych |
| Ikarus 196  | Brak danych | Brak danych | Brak danych | Brak danych | Brak danych | Brak danych | Brak danych | Brak danych | Brak danych | Brak danych | Brak danych | Brak danych | Brak danych | Brak danych | Brak danych | Brak danych | Brak danych | Brak danych | Brak danych | Brak danych | Brak danych | Brak danych | Brak danych | Brak danych | Brak danych | Brak danych | Brak danych | Brak danych | Brak danych | Brak danych | Brak danych | Brak danych | Brak danych | Brak danych | Brak danych | Brak danych | Brak danych | Brak danych | Brak danych | Brak danych | Brak danych | Brak danych | Brak danych | Brak danych | Brak danych | Brak danych | Brak danych | Brak danych | Brak danych | Brak danych |
| Ikarus 246  | .01         |             |             |             |             |             |             |             |             |             |             |             |             |             |             |             |             |             |             |             |             |             |             |             |             |             |             |             |             |             |             |             |             |             |             |             |             |             |             |             |             |             |             |             |             |             |             |             |             |             |
| Ikarus 260  | .00         | .01         | .02         | .03         | .04         | .06         | .07         | .11         | .13         | .14         | .17         | .18         | .19         | .20         | .22         | .25         | .27         | .29         | .30         | .31         | .32         | .32         | .33         | .37         | .38         | .39         | .43         | .45         | .46         | .47         |             |             |             |             |             |             |             |             |             |             |             |             |             |             |             |             |             |             |             |             |
| Ikarus 260  | .49         | .50         | .51         | .54         | .58         | .59         | .70         | .72         | .73         | .73A        | .30A        | .74         | .92         |             |             |             |             |             |             |             |             |             |             |             |             |             |             |             |             |             |             |             |             |             |             |             |             |             |             |             |             |             |             |             |             |             |             |             |             |             |
| Ikarus 261  | .01         | .03         |             |             |             |             |             |             |             |             |             |             |             |             |             |             |             |             |             |             |             |             |             |             |             |             |             |             |             |             |             |             |             |             |             |             |             |             |             |             |             |             |             |             |             |             |             |             |             |             |
| Ikarus 263  | .00         | .01         | .04         | .05         | .06         | .07         | .08         | .10         | .11         | .13         | .19         | .30         |             |             |             |             |             |             |             |             |             |             |             |             |             |             |             |             |             |             |             |             |             |             |             |             |             |             |             |             |             |             |             |             |             |             |             |             |             |             |
| Ikarus 266  | .09         | .20         | .25         | .26         | .28         | .29         | .30         | .31         | .53         |             |             |             |             |             |             |             |             |             |             |             |             |             |             |             |             |             |             |             |             |             |             |             |             |             |             |             |             |             |             |             |             |             |             |             |             |             |             |             |             |             |
| Ikarus 271  | Brak danych | Brak danych | Brak danych | Brak danych | Brak danych | Brak danych | Brak danych | Brak danych | Brak danych | Brak danych | Brak danych | Brak danych | Brak danych | Brak danych | Brak danych | Brak danych | Brak danych | Brak danych | Brak danych | Brak danych | Brak danych | Brak danych | Brak danych | Brak danych | Brak danych | Brak danych | Brak danych | Brak danych | Brak danych | Brak danych | Brak danych | Brak danych | Brak danych | Brak danych | Brak danych | Brak danych | Brak danych | Brak danych | Brak danych | Brak danych | Brak danych | Brak danych | Brak danych | Brak danych | Brak danych | Brak danych | Brak danych | Brak danych | Brak danych | Brak danych |
| Ikarus 272  | Brak danych | Brak danych | Brak danych | Brak danych | Brak danych | Brak danych | Brak danych | Brak danych | Brak danych | Brak danych | Brak danych | Brak danych | Brak danych | Brak danych | Brak danych | Brak danych | Brak danych | Brak danych | Brak danych | Brak danych | Brak danych | Brak danych | Brak danych | Brak danych | Brak danych | Brak danych | Brak danych | Brak danych | Brak danych | Brak danych | Brak danych | Brak danych | Brak danych | Brak danych | Brak danych | Brak danych | Brak danych | Brak danych | Brak danych | Brak danych | Brak danych | Brak danych | Brak danych | Brak danych | Brak danych | Brak danych | Brak danych | Brak danych | Brak danych | Brak danych |
| Ikarus 280  | .00         | .01         | .02         | .03         | .04         | .05         | .06         | .07         | .08         | .09         | .10         | .11         | .12         | .13         | .14         | .15         | .16         | .17         | .18         | .19         | .20         | .21         | .22         | .23         | .24         | .25         | .26         | .27         | .28         | .29         |             |             |             |             |             |             |             |             |             |             |             |             |             |             |             |             |             |             |             |             |
| Ikarus 280  | .30         | .31         | .32         | .33         | .34         | .35         | .37         | .37A        | .37B        | .37C        | .37D        | .38         | .38A        | .39         | .40         | .41         | .42         | .43         | .44         | .45         | .46         | .47         | .48         | .49         | .50         | .51         | .52         | .53         | .54         | .57         |             |             |             |             |             |             |             |             |             |             |             |             |             |             |             |             |             |             |             |             |
| Ikarus 280  | .58         | .59         | .60         | .61         | .62         | .63         | .64         | .65         | .66         | .67         | .68         | .69         | .70         | .70A        | .70B        | .70C        | .70D        | .70E        | .70H        | .72         | .73         | .80         | .86         | .87         | .91         | .92         | .93         | .94         | .99         | .99A        | .T3         | .T4         |             |             |             |             |             |             |             |             |             |             |             |             |             |             |             |             |             |             |
| Ikarus 281  | Brak danych | Brak danych | Brak danych | Brak danych | Brak danych | Brak danych | Brak danych | Brak danych | Brak danych | Brak danych | Brak danych | Brak danych | Brak danych | Brak danych | Brak danych | Brak danych | Brak danych | Brak danych | Brak danych | Brak danych | Brak danych | Brak danych | Brak danych | Brak danych | Brak danych | Brak danych | Brak danych | Brak danych | Brak danych | Brak danych | Brak danych | Brak danych | Brak danych | Brak danych | Brak danych | Brak danych | Brak danych | Brak danych | Brak danych | Brak danych | Brak danych | Brak danych | Brak danych | Brak danych | Brak danych | Brak danych | Brak danych | Brak danych | Brak danych | Brak danych |
| Ikarus 282  | .00         | .01         | .02         |             |             |             |             |             |             |             |             |             |             |             |             |             |             |             |             |             |             |             |             |             |             |             |             |             |             |             |             |             |             |             |             |             |             |             |             |             |             |             |             |             |             |             |             |             |             |             |
| Ikarus 283  | .00         | .01         | .10         | .31         |             |             |             |             |             |             |             |             |             |             |             |             |             |             |             |             |             |             |             |             |             |             |             |             |             |             |             |             |             |             |             |             |             |             |             |             |             |             |             |             |             |             |             |             |             |             |
| Ikarus 284  | .00         |             |             |             |             |             |             |             |             |             |             |             |             |             |             |             |             |             |             |             |             |             |             |             |             |             |             |             |             |             |             |             |             |             |             |             |             |             |             |             |             |             |             |             |             |             |             |             |             |             |
| Ikarus 286  | .00         | .01         | .02         | .03         | .04         | .05         | .06         | .07         | .08         | .20         |             |             |             |             |             |             |             |             |             |             |             |             |             |             |             |             |             |             |             |             |             |             |             |             |             |             |             |             |             |             |             |             |             |             |             |             |             |             |             |             |
| Ikarus 293  | Brak danych | Brak danych | Brak danych | Brak danych | Brak danych | Brak danych | Brak danych | Brak danych | Brak danych | Brak danych | Brak danych | Brak danych | Brak danych | Brak danych | Brak danych | Brak danych | Brak danych | Brak danych | Brak danych | Brak danych | Brak danych | Brak danych | Brak danych | Brak danych | Brak danych | Brak danych | Brak danych | Brak danych | Brak danych | Brak danych | Brak danych | Brak danych | Brak danych | Brak danych | Brak danych | Brak danych | Brak danych | Brak danych | Brak danych | Brak danych | Brak danych | Brak danych | Brak danych | Brak danych | Brak danych | Brak danych | Brak danych | Brak danych | Brak danych | Brak danych |
| Ikarus 405  | .00         | .01         | .02         | .03         | .04         | .05         | .06         |             |             |             |             |             |             |             |             |             |             |             |             |             |             |             |             |             |             |             |             |             |             |             |             |             |             |             |             |             |             |             |             |             |             |             |             |             |             |             |             |             |             |             |
| Ikarus 410  | Brak danych | Brak danych | Brak danych | Brak danych | Brak danych | Brak danych | Brak danych | Brak danych | Brak danych | Brak danych | Brak danych | Brak danych | Brak danych | Brak danych | Brak danych | Brak danych | Brak danych | Brak danych | Brak danych | Brak danych | Brak danych | Brak danych | Brak danych | Brak danych | Brak danych | Brak danych | Brak danych | Brak danych | Brak danych | Brak danych | Brak danych | Brak danych | Brak danych | Brak danych | Brak danych | Brak danych | Brak danych | Brak danych | Brak danych | Brak danych | Brak danych | Brak danych | Brak danych | Brak danych | Brak danych | Brak danych | Brak danych | Brak danych | Brak danych | Brak danych |
| Ikarus 411  | .02         | .08         |             |             |             |             |             |             |             |             |             |             |             |             |             |             |             |             |             |             |             |             |             |             |             |             |             |             |             |             |             |             |             |             |             |             |             |             |             |             |             |             |             |             |             |             |             |             |             |             |
| Ikarus 412  | .02         | .03         | .04         | .08         | .10         | .30         |             |             |             |             |             |             |             |             |             |             |             |             |             |             |             |             |             |             |             |             |             |             |             |             |             |             |             |             |             |             |             |             |             |             |             |             |             |             |             |             |             |             |             |             |
| Ikarus 415  | .01         | .02         | .03         | .04         | .14         | .15         | .17         | .19         | .20         | .23         | .24         | .25         | .26         | .27         | .30         | .33         | .35         | .36         |             |             |             |             |             |             |             |             |             |             |             |             |             |             |             |             |             |             |             |             |             |             |             |             |             |             |             |             |             |             |             |             |
| Ikarus 416  | Brak danych | Brak danych | Brak danych | Brak danych | Brak danych | Brak danych | Brak danych | Brak danych | Brak danych | Brak danych | Brak danych | Brak danych | Brak danych | Brak danych | Brak danych | Brak danych | Brak danych | Brak danych | Brak danych | Brak danych | Brak danych | Brak danych | Brak danych | Brak danych | Brak danych | Brak danych | Brak danych | Brak danych | Brak danych | Brak danych | Brak danych | Brak danych | Brak danych | Brak danych | Brak danych | Brak danych | Brak danych | Brak danych | Brak danych | Brak danych | Brak danych | Brak danych | Brak danych | Brak danych | Brak danych | Brak danych | Brak danych | Brak danych | Brak danych | Brak danych |
| Ikarus 417  | .02         | .04         | .08         | .10         | .14         |             |             |             |             |             |             |             |             |             |             |             |             |             |             |             |             |             |             |             |             |             |             |             |             |             |             |             |             |             |             |             |             |             |             |             |             |             |             |             |             |             |             |             |             |             |
| Ikarus 435  | .02         | .05         | .06         | .08         | .09         | .11         | .12         | .13         | .14         | .17         | .18         | .20         | .21         | .22         | .23         |             |             |             |             |             |             |             |             |             |             |             |             |             |             |             |             |             |             |             |             |             |             |             |             |             |             |             |             |             |             |             |             |             |             |             |
| Ikarus 436  | Brak danych | Brak danych | Brak danych | Brak danych | Brak danych | Brak danych | Brak danych | Brak danych | Brak danych | Brak danych | Brak danych | Brak danych | Brak danych | Brak danych | Brak danych | Brak danych | Brak danych | Brak danych | Brak danych | Brak danych | Brak danych | Brak danych | Brak danych | Brak danych | Brak danych | Brak danych | Brak danych | Brak danych | Brak danych | Brak danych | Brak danych | Brak danych | Brak danych | Brak danych | Brak danych | Brak danych | Brak danych | Brak danych | Brak danych | Brak danych | Brak danych | Brak danych | Brak danych | Brak danych | Brak danych | Brak danych | Brak danych | Brak danych | Brak danych | Brak danych |
| Ikarus 480  | .03         |             |             |             |             |             |             |             |             |             |             |             |             |             |             |             |             |             |             |             |             |             |             |             |             |             |             |             |             |             |             |             |             |             |             |             |             |             |             |             |             |             |             |             |             |             |             |             |             |             |
| Ikarus 554  | .00         | .01         | .06         | .07         | .11         |             |             |             |             |             |             |             |             |             |             |             |             |             |             |             |             |             |             |             |             |             |             |             |             |             |             |             |             |             |             |             |             |             |             |             |             |             |             |             |             |             |             |             |             |             |
| Ikarus 556  | Brak danych | Brak danych | Brak danych | Brak danych | Brak danych | Brak danych | Brak danych | Brak danych | Brak danych | Brak danych | Brak danych | Brak danych | Brak danych | Brak danych | Brak danych | Brak danych | Brak danych | Brak danych | Brak danych | Brak danych | Brak danych | Brak danych | Brak danych | Brak danych | Brak danych | Brak danych | Brak danych | Brak danych | Brak danych | Brak danych | Brak danych | Brak danych | Brak danych | Brak danych | Brak danych | Brak danych | Brak danych | Brak danych | Brak danych | Brak danych | Brak danych | Brak danych | Brak danych | Brak danych | Brak danych | Brak danych | Brak danych | Brak danych | Brak danych | Brak danych |
| Ikarus 620  | Brak danych | Brak danych | Brak danych | Brak danych | Brak danych | Brak danych | Brak danych | Brak danych | Brak danych | Brak danych | Brak danych | Brak danych | Brak danych | Brak danych | Brak danych | Brak danych | Brak danych | Brak danych | Brak danych | Brak danych | Brak danych | Brak danych | Brak danych | Brak danych | Brak danych | Brak danych | Brak danych | Brak danych | Brak danych | Brak danych | Brak danych | Brak danych | Brak danych | Brak danych | Brak danych | Brak danych | Brak danych | Brak danych | Brak danych | Brak danych | Brak danych | Brak danych | Brak danych | Brak danych | Brak danych | Brak danych | Brak danych | Brak danych | Brak danych | Brak danych |
| Ikarus 66   | .3          | .4          | .5          | .8          | .9          | .20         | .22         | .23         | .40         | .41         | .42         | .43         | .50         | .51         | .52         | .60         | .61         | .62         | .76         | .77         | .78         | .80         |             |             |             |             |             |             |             |             |             |             |             |             |             |             |             |             |             |             |             |             |             |             |             |             |             |             |             |             |
| Ikarus C63  | .11         | .13         | .30         |             |             |             |             |             |             |             |             |             |             |             |             |             |             |             |             |             |             |             |             |             |             |             |             |             |             |             |             |             |             |             |             |             |             |             |             |             |             |             |             |             |             |             |             |             |             |             |
| Ikarus C80  | .30         | .40         |             |             |             |             |             |             |             |             |             |             |             |             |             |             |             |             |             |             |             |             |             |             |             |             |             |             |             |             |             |             |             |             |             |             |             |             |             |             |             |             |             |             |             |             |             |             |             |             |
| Ikarus C83  | .30         | .40         |             |             |             |             |             |             |             |             |             |             |             |             |             |             |             |             |             |             |             |             |             |             |             |             |             |             |             |             |             |             |             |             |             |             |             |             |             |             |             |             |             |             |             |             |             |             |             |             |